# Сарай-мульк ханым
Сарай-мульк ханым (Катта ханым, Каньо, Биби ханым) (1341-1406) — главная жена среднеазиатского правителя Тимура с 1370 по 1405 годы.

## Родословная
Сарай-мульк ханым была дочерью чингизида — Казан-хана, последнего легитимного правителя Чагатайского улуса от чингизидской династии. Современные специалисты считают, что настоящее имя старшей жены Амир Темура звучало, как Сарай Малик ханум. 
Также у неё была сестра, которая стала женой эмира Мусы из племени тайчуют.

## Ранние годы и первый брак
Сарай-мульк ханым родилась в 1341 году. О ранних этапах её жизни практически ничего не известно. В 1346 году её отца — Казан-хана — убивают во время битвы. Победу в борьбе за власть в улусе одерживает эмир Казаган. Тем не менее, улус распадается на два государства — Моголистан и Мавераннахр. В последнем и начинает править Казаган, выдав замуж Сарай-мульк ханым за своего внука — эмира Хусейна. О детях от этого брака ничего не известно. После гибели Хусейна в 1370 году Сарай-мульк ханым вместе с двумя другими вдовами вышли  замуж за Тимура, который благодаря браку с Сарай-мульк ханым получил титул Гураган.

## Брак с Тимуром
После брака Тамерлан назначил её главной женой. С тех пор к ней обращались не иначе как Катта ханым, что означает «старшая госпожа». В основном, как пишут источники, она заслужила это благодаря своему чингизидскому происхождению. Многие считают, что самой любимой женой Тамерлана была Сарай-мульк ханым, но на самом деле этот брак был лишь политическим. Хоть ей так и не довелось родить детей от своего второго мужа, она пользовалась его безоговорочным доверием и имела огромный авторитет при дворе. Примером тому может служить история Шад Мульк. Когда обнаружилось, что Халил Султан женился на ней, женщине низкого происхождения, Тимур приказал казнить её. Но в дело вмешалась Сарай-мульк ханым и заступилась за «неожиданную» невестку, главным её аргументом было то, что Шад-мульк была беременна. В итоге Тимур сохранил ей жизнь. Сарай-мульк ханым воспитала большинство детей и внуков Тимура, среди них были Шахрух и Халил Султан. Также только ей позволялось встречать Тимура из походов, впоследствии этой чести удостоилась и Тукал-ханым, главным образом благодаря её статусу чингизидской принцессы.

## Записи Клавихо
Путевые заметки Руи Гонсалеса де Клавихо, рассказывающие о путешествии испанского посольства в Самарканд ко двору Тимура в 1403—1406 гг., дошли до нас в двух списках, хранящихся в Национальной мадридской библиотеке. Наиболее близкая, по оценке специалистов, ко времени жизни автора рукопись относится к первой половине XV в., она состоит из 154 листов, исписанных с двух сторон; текст на страницах располагается в два столбца. Некоторые листы сильно попорчены, в тексте множество лакун, нет начала и конца. Вот отрывки текста, где встречаются упоминания о Каньо (так Клавихо называет Сарай-мульк ханым):

Потом он пошел на город Самарканте, взял его, захватил [власть], забрал жену [прежнего] государя и женился на ней, и теперь она считается его старшей женой, а зовут её Каньо (Биби-Ханым), что значит большая царица или великая императрица.— РУИ ГОНСАЛЕС ДЕ КЛАВИХО,ДНЕВНИК ПУТЕШЕСТВИЯ В САМАРКАНД КО ДВОРУ ТИМУРА(1403-1406) HISTORIA DEL GRAN TAMORLAN

Старшая из них называлась Каньо (Биби-Ханым), что значит великая царица или главная госпожа. Эта Каньо была дочерью императора, владевшего Самарканте и всей землей в Персии [и даже] Дамаском. Его звали Ахинха (Казан-хан). Мать этого императора была известна, а отец нет; он был счастлив в битвах и учредил много постановлений и законов, по которым по сей день управляется то царство. — РУИ ГОНСАЛЕС ДЕ КЛАВИХО,ДНЕВНИК ПУТЕШЕСТВИЯ В САМАРКАНД КО ДВОРУ ТИМУРА(1403-1406) HISTORIA DEL GRAN TAMORLAN

Когда посланники уехали от царя, он приказал принести подарки, которые прислал король [Кастилии], принял их и остался очень доволен. Красным сукном он тотчас поделился со своими женами, прежде всего со старшей, которую звали Каньо (Биби-Ханым) и которая была с ним в этом саду. — РУИ ГОНСАЛЕС ДЕ КЛАВИХО,ДНЕВНИК ПУТЕШЕСТВИЯ В САМАРКАНД КО ДВОРУ ТИМУРА (1403-1406) HISTORIA DEL GRAN TAMORLAN

В понедельник, двадцать девятого сентября, сеньор отправился в город Самарканте и остановился в одном доме, [находившемся] при самом въезде в город. Этот дом сеньор приказал построить в честь матери своей жены Каньо (Биби-Ханым); она была погребена здесь же, в усыпальнице внутри здания. Дом этот был очень роскошен и [имел] прекрасное убранство. У них нет привычки много обставлять свои жилища, но этот имел достаточно обстановки, [хотя] ещё и не был достроен и в нём работали каждый день.— РУИ ГОНСАЛЕС ДЕ КЛАВИХО,ДНЕВНИК ПУТЕШЕСТВИЯ В САМАРКАНД КО ДВОРУ ТИМУРА(1403-1406)HISTORIA DEL GRAN TAMORLAN

На этот праздник пришла и Каньо, жена Тамурбека. Пили и вино, и напиток из [кобыльего] молока. А так как питье продолжалось долго, [Каньо] приказала позвать к себе посланников и поднесла им вино собственноручно. И долго спорила с Руи Гонсалесом, чтобы заставить его выпить, так как не верила, что он никогда не пьет вина. И до того дошло это питье, что люди падали перед ней пьяными, полумертвые, и это они считают благородством, так как для них нет ни удовольствия, ни веселья там, где нет пьяных.— РУИ ГОНСАЛЕС ДЕ КЛАВИХО,ДНЕВНИК ПУТЕШЕСТВИЯ В САМАРКАНД КО ДВОРУ ТИМУРА(1403-1406)HISTORIA DEL GRAN TAMORLAN

А когда все заняли свои места, из одной ограды, расположенной около шатра, вышла Каньо, старшая жена сеньора, которая [собиралась] прийти на праздник к нему. И вышла она одетой так: в красном шелковом одеянии, расшитом золотом, широком и длинном, волочившемся по земле и без рукавов и без [какого-либо] выреза, кроме как у головы и пройм, куда продевались руки; [платье] было просторное и без всякого подреза у талии, очень широкое внизу; а подол его несли около пятнадцати женщин, поднимая вверх, чтобы она могла идти. На её лице было столько белил или чего-то другого белого, что оно казалось бумажным. Эти белила накладываются [на лицо] от солнца, и когда отправляются в путь зимой или летом, все знатные женщины так предохраняют лица. Лицо [Каньо] было закрыто белой легкой тонкой тканью, а на голове как бы шлем из красной материи, похожий на те, в которых [рыцари] сражаются на турнирах, и эта ткань слегка ниспадала на плечи. А этот шлем очень высок, и на нём было много крупного, светлого и круглого жемчуга, много рубинов, бирюзы и разных других камней, очень красиво оправленных. Покрывало, [ниспадавшее на плечи], было расшито золотом, а наверху [всего] был очень красивый золотой венок со множеством [драгоценных] камней и крупного жемчуга. Самый верх венчало сооружение из трех рубинов, величиной около двух пальцев, ярких и чрезвычайно красивых, с сильным блеском. Верх [всего] украшал большой султан, высотой в локоть, и от него [некоторые] перья падали вниз, а другие — до лица и доходили [иногда] до глаз. Эти перья были связаны вместе золотой бечевкой, на конце которой [имелась] белая кисточка из птичьих перьев с камнями и жемчугом; и когда она шла, этот султан развевался в разные стороны. Волосы её, очень черные, были распущены по плечам, а [эти женщины] более всего предпочитают черные волосы и даже красят их, чтобы сделать чернее. Этот [её] шлем поддерживало руками много знатных женщин, а шло всего с нею [их] более трехсот. Над нею несли навес, который держал за палку, подобную копью, один человек. А был он сделан из белой шелковой ткани, точно верх круглого шатра, и натянут на деревянный обруч. И этот навес несли над ней, чтобы не мешало солнце. Впереди [жены сеньора] и знатных женщин, бывших с ней, шло много евнухов, то есть скопцов, которые присматривают [за женами]. Так она подошла к тому павильону, где находился сеньор, и села на возвышении рядом с ним, а перед ней лежало несколько подстилок, положенных одна на другую. Все знатные женщины, что сопровождали её, сели за павильоном. А там, где она села, три знатные женщины поддерживали руками её шлем, чтобы он не свалился в какую-либо сторону. — РУИ ГОНСАЛЕС ДЕ КЛАВИХО,ДНЕВНИК ПУТЕШЕСТВИЯ В САМАРКАНД КО ДВОРУ ТИМУРА(1403-1406)HISTORIA DEL GRAN TAMORLAN

На следующий день, в пятницу семнадцатого октября, Каньо, старшая жена сеньора, устроила большой праздник, на который просила прибыть посланников. Этот праздник Каньо устроила в богатой ограде и в шатрах, принадлежащих ей, куда пригласила многих, [в том числе] и посланников, прибывших из разных мест, своих кавалеров, знатных женщин, приближенных и других людей. А ограда, где она проживала и устраивала праздник, была расцвечена многими богатыми шатрами; она была сделана из белой и цветной ткани, красиво расшитой различными узорами, вышивками и знаками. Когда посланники прибыли в орду, то несколько кавалеров, родственников сеньора, взяли их и повели в эту ограду, устроив в одном из шатров у входа. Шатер был покрыт ярко-красным ковром, в котором имелось много вставок из белой ковровой ткани как внутри, так и снаружи. Здесь, в этом шатре они уселись, и им подали мясо и вино. Когда [посланники] поели, Каньо приказала повести их посмотреть её шатры, находящиеся в этой ограде. — РУИ ГОНСАЛЕС ДЕ КЛАВИХО,ДНЕВНИК ПУТЕШЕСТВИЯ В САМАРКАНД КО ДВОРУ ТИМУРА(1403-1406)HISTORIA DEL GRAN TAMORLAN

## Мечеть Биби-Ханым
Она построила много садов и медресе, которое известно как медресе Ханым, что означает — Госпожа, одно из имён Сарай-мульк ханым. Возможно, именно об этом медресе упоминает Клавихо в своих записях.

## Смерть
Есть много версий её смерти, одна из них утверждает, что она умерла в 1405 году и была отравлена одной из жён Халил Султана. Причём в её смерти бездоказательно обвиняли спасённую ею Шад Мульк.